# Fernando Villapol

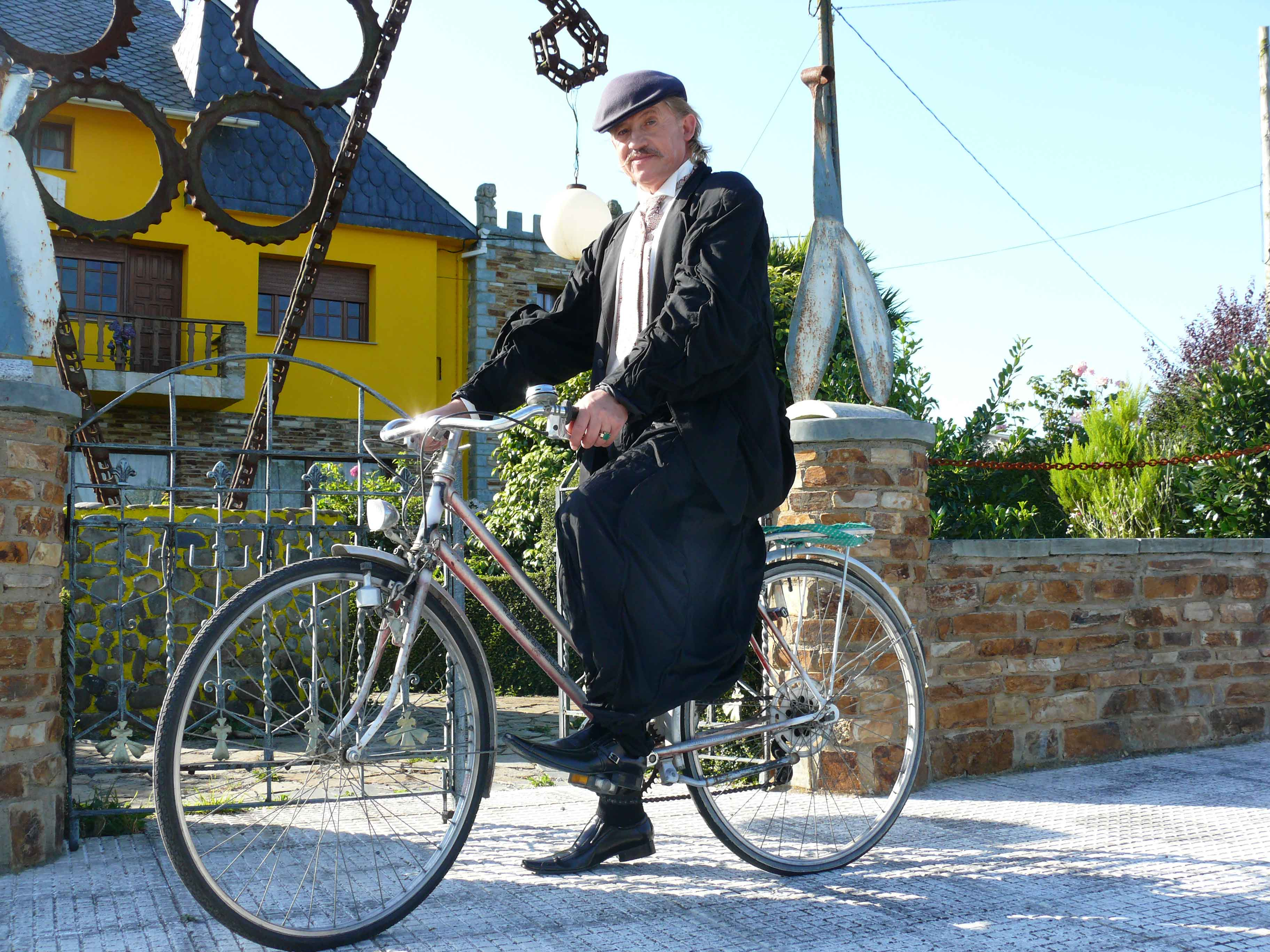
El artista Fernando Villapol en frente de su casa en Bretoña, Galicia.

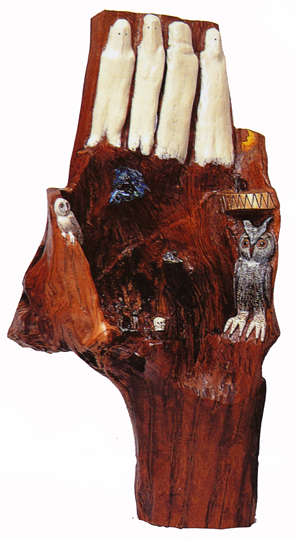
"Rey y Reina de la noche" Villapol, castaño, 1998.

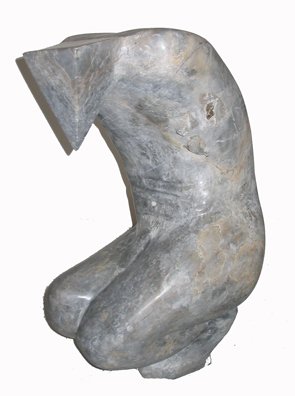
"Pensamientos en el vértice" Villapol, mármol, 2002.

Fernando Villapol Parapar (nacido el 26 de febrero de 1953 en San Tirso de Abres, Asturias, España) es un museólogo y crítico de arte, pero más conocido como un escultor contemporáneo gallego. En la actualidad vive y trabaja en Bretoña en la comarca lucense de Tierra Llana. Fue también el fundador del Museo Etnográfico-Pedagógico Villapol en Bretoña, Lugo. Estudió en la Escuela de Artes Aplicadas de Lugo, aunque se considera un autodidacta. Atribuye gran parte de sus conocimientos a sus viajes e investigaciones escultóricas a través de diversos países, tales como; África, Cuba, Canadá, Dinamarca, Francia, Grecia, Italia, Noruega, Portugal, Suecia. 

## Materiales
Las esculturas de Villapol albergan una variedad de materiales, incluyendo pero no limitando los siguientes: 
- metal (hierro, bronce).
- madera (castaño, roble, tejo).
- piedra (mármol, granito).

## Estilo Artístico
Las críticas del trabajo de Fernando Villapol a menudo definen sus esculturas como una combinación de realismo, surrealismo y estilo abstracto. El artista afirma que se inspira en las obras de Diego Velázquez, Urbano Lugrís, Eugenio Granell, y Salvador Dalí. Recientemente, los críticos sugirieron que el estilo de Villapol no pode ser definido por ninguna de las anteriores categorías, pero sí como una fusión de las tres: REalismo + ABstractismo + SUrrealismo.

## Premios y distinciones
- Arte -Meigas e Trasnos- (Sarria, España, 1990)
- Premio de escultura cidade de Lugo ( Lugo, España, 1994 )
- Certamen de Arte en Cangas do Morrazo ( Cangas, España, 2004-2006 )
- 10 Edición de Arte de Burela, primer premio de escultura ( Burela, España, 2005)
- Certamen Nacional de Arte de Luarca ( Luarca, España, 2006 )

## Museo Etnográfico-Pedagógico
El Museo Etnográfico-Pedagógico está localizado en Galicia en el pueblo de Bretoña (Lugo)Bretoña, España. El museo fue fundado y creado por Villapol, fue inaugurado en el 2002 alberga un amplio contenido de obras de arte contemporánea y piezas de la etnografía rural gallega. Las piezas de la historia local muestran la evolución de varios oficios de Galicia rural de pasadas décadas: zoquero, panadero, carpintero, zapatero, cestero, o agricultor. Hay también una representación que muestra una escuela típica, los instrumentos de un médico rural, de un dentista, o de un químico, y todas estas escenas en el marco del siglo XIX. Además, el museo contiene manuscritos originales de autores como Otero Pedrayo, Vicente Risco, Bouza Brey, Antonio Fraguas, Iglesia Alvariño, Camilo García Trelles, González Garcés, y Castroviejo, así como una colección de pinturas de artistas contemporáneos: Urbano Lugrís, Laxeiro, Castrogil, Vilar Chao, Mariano García Patiño o Mayor Balboa. Otra de las colecciones que alberga el museo son los más de 2000 sifones originales. 

## Colecciones Públicas
- Museo Provincial de Lugo (Lugo, España)[4]
- Museo Pedagógico-Etnográfico (Bretoña, Lugo, España)[5][3]
- Museo de Fonsagrada (Lugo, España)[6][7]

## Selección de Exposiciones Individuales
- Biblioteca González Garcés ( La Coruña )
- Museo Provincial (Lugo)
- Ateneo de Ourense
- Sala Edificio Administrativo Junta de Galicia de Lugo e Pontevedra
- Biblioteca Provincial de Lugo
- Sala Esmelgar
- Sala Almirante
- Sala Bacabú de Lugo
- Sala de Arte Sargadelos (Vigo)
- Sala Eiros (Meira)
- Sala de arte Solloso (Ribadeo)
- Casa de cultura Taramundi (Asturias)
- Casa de cultura de A Guardia (Pontevedra)
- Casa de cultura de San Tirso (Asturias)
- Museo da Fonsagrada ( Lugo)
- Sala de arte Puerta II (Lugo)
- Casa de cultura de Cangas do Morrazo (Pontevedra)
- Grisolart Galeries( Barcelona)
- Iglesia a Magdalena Ribadavia (Ourense)[8]
- Sala de exposicións Universidad Sek (Segovia)[9]
- Expo Salnés – Cambados ( Pontevedra)[10]
- El Vendrell (Tarragona)
- Casa da Cultura – Vegadeo (Asturias)
- Casa da Cultura – Burela (Lugo)
- Sala Álvaro Delgado de Luarca (Asturias)
- Sala Cultural Cajastur de Avilés,Mieres y Gijón (Asturias)[11]
- Teatro Campoamor de Oviedo.
- Casa Galicia de Madrid
- Museo de los anticuarios (París)
- Biblioteca Nacional de Houston – Texas (Estados Unidos)
- Pazo Melgaso (Portugal)